# یارسلاو ویتا
یارُسلاو وُیتا (چکی: Jaroslav Vojta; ۲۷ دسامبر ۱۸۸۸ – ۲۰ آوریل ۱۹۷۰) بازیگر اهل اتریش-مجارستان (جمهوری چک کنونی) بود. او بین سال‌های ۱۹۲۱ تا ۱۹۷۰ در بیش از ۹۰ فیلم ظاهر شد.
از فیلم‌ها یا برنامه‌های تلویزیونی که وی در آن نقش داشته‌است می‌توان به قصه‌های چاپک اشاره کرد.